# Atheris hetfieldi
Atheris hetfieldi — вид отруйних змій родини гадюкових (Viperidae). Описаний у 2020 році.

## Назва
Вид названо на честь американського співака Джеймса Гетфілда, лідера гурту «Metallica».

## Поширення
Ендемік острова Біоко (Екваторіальна Гвінея).

## Опис
Тіло завдовжки 52 см. Голова трикутної форми з кілеватими лусочками.